# David Kahane
David Kahane (hebräisch דוד כהנא, auch Dawid Kahana, geboren 15. März 1903 in Grzymałów, Österreich-Ungarn; gestorben 24. September 1998 in Jerusalem) war ein polnisch-israelischer Rabbiner.

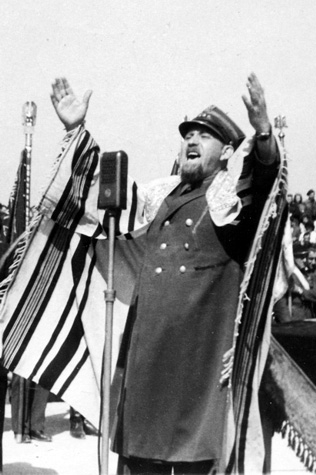
David Kahane (1948)

## Leben
David Kahane wuchs in einer Rabbinerfamilie auf. Er studierte in Berlin, Breslau und ab 1923 an der Israelitisch-Theologischen Lehranstalt Wien und wurde 1929 an der Universität Wien in Philosophie promoviert. Er ging zurück nach Lemberg und wurde Mitglied der Partei HaMisrachi. Er arbeitete als Religionslehrer und wurde zum Rabbiner der polnischen Kleinstadt Tykocin gewählt. Von 1929 bis 1939 war er Rabbiner der Ose Tow Synagoge in Lemberg und Direktor des dortigen Tanach-Instituts. 
1939 wurde Ostpolen mit Lemberg von der Sowjetunion annektiert. 1941 eroberte die Wehrmacht Lemberg und die deutsche Besatzungsverwaltung errichtete das Lemberger Ghetto, in das auch Kahane eingewiesen wurde. Kahanes Eltern wurden 1941 im Vernichtungslager Belzec ermordet, seine dreijährige Tochter konnte Kahane in Sicherheit bringen. Im August 1942 kam er in das Zwangsarbeitslager Lemberg-Janowska. Im April 1943 konnte er fliehen und versteckte sich eine Zeit lang in Lemberg beim Metropoliten Andrej Scheptyzkyj.  
Nach der sowjetischen Eroberung Galiziens 1944 wurde Kahane Militärrabbiner im Rang eines Majors in der Polnischen Volksarmee und dann Oberrabbiner. 1949 wurde das Militärrabbinat in Polen aus antisemitischen Gründen aufgelöst, und Kahane emigrierte nach Israel. 
Kahane wurde Oberrabbiner der Israelischen Luftwaffe. 1967 zog er nach Argentinien und wurde Oberrabbiner in der jüdischen Gemeinde. Er kehrte 1975 nach Tel Aviv zurück. 
Kahane veröffentlichte nach dem Krieg einen Band Erinnerungen, der sich aus seinem Tagebuch speiste, das er während der deutschen Besetzung Lembergs geführt hatte.

## Schriften (Auswahl)
- Peraḳim be-toldot ha-Yehudim be-Polin. Jerusalem : Mosad ha-Rav Ḳuḳ, 1983 (he)
- Lvov Ghetto Diary. Übersetzung aus dem Hebräischen. Amherst : Univ. of Massachusetts Press, 1990
- Tadeusz Zaderecki: Lwów under the swastika : the destruction of the Jewish community through the eyes of a Polish writer. Vorwort David Kahane. Übersetzung aus dem Polnischen Jerzy Michalowicz. Herausgeber Witold Mędykowski. Jerusalem : Yad Vashem, 2018